# Jean Laudet
Jean Laudet (Nevers, Nièvre, 5 de agosto de 1930) é um velocista francês na modalidade de canoagem.

## Carreira
Foi vencedor da medalha de Ouro em C-2 10000 m em Helsínquia 1952 junto com o seu companheiro de equipa Georges Turlier.